# Bonne Heure
Die Bonne Heure (auch: Bonneure geschrieben) ist ein Fluss in Frankreich, der im Département Loir-et-Cher in der Region Centre-Val de Loire verläuft. Sie entspringt beim Weiler La Gouchière im Gemeindegebiet von Millançay, entwässert generell Richtung Nordwest bis West durch die seenreiche Naturlandschaft Sologne und mündet nach rund 29 Kilometern an der Gemeindegrenze von Bracieux und Tour-en-Sologne als linker Nebenfluss in einen Nebenarm des Beuvron.

## Orte am Fluss
(Reihenfolge in Fließrichtung)
- Millançay
- Vernou-en-Sologne
- Bauzy
- Bracieux

## Sehenswürdigkeiten
- Château d’Herbault, Schloss aus dem 16. Jahrhundert am Fluss, im Gemeindegebiet von Neuvy – Monument historique[4]